# Harpymimus
A Harpymimus (a görög ἅρπυια arpüia 'hárpia' és μιμος / mimosz 'utánzó' szavak összetételéből, a görög mitológia félelmetes szörnyeire utalva) a bazális ornithomimosaurusok egyik neme, amely a kora kréta korban élt a mai Mongólia területén. A későbbi fejlettebb ornithomimosaurusoktól eltérően a Harpymimus még rendelkezett fogakkal, de azok az állkapocscsontra (a fogcsontra) korlátozódtak. A holotípus példány (a mongóliai Ulánbátorban levő Mongol Tudományos Akadémia IGM 100/29 katalógusszámú lelete), melynek majdnem a teljes csontváza megőrződött, leszámítva a vállövet, a medencét és a hátsó lábakat. Maradványaira Dundgovi megyében találtak rá (a Góbi sivatag keleti részén) a Shinekhudug-formáció egyik (hauterivi–barremi korszakbeli) kibúvásánál. A nem egyetlen ismert faja a H. oklandnikovi . A Shinekhudug-formációban, Dundgovban felfedezett egyéb dinoszauruszok közé tartozik a ceratopsia Psittacosaurus mongoliensis és az ornithopoda Altirhinus kurzanovi.

## Anatómia
A Harpymimust a 2005-ös újraértékelésnél Kobajasi Josicugu és Rinchen Barsbold több anatómiai jellegzetesség alapján határozták meg: az alsó állcsont elülső részéről származó tizenegy fog, a tizennyolcadik farokcsigolya elülső és hátsó része közötti átmenet, a lapocka hátsó részének háromszög alakú bemélyedése, a lapocka hátsó éle mentén egy egyedi bemélyedés felett található alacsony taraj és a harmadik kézközépcsont oldalsó csontízületvégén levő keskeny, de mély oldalszalag árok.
A Harpymimus típuspéldányának koponyája majdnem teljes, de összetört, elfedve egyes anatómiai részleteket. Létezik bizonyíték arra vonatkozóan, hogy az alsó állcsontot (a fogcsontot) egy, a fogcsonti fogakkal összhangban levő csőr borította, ami valószínűleg a zsákmány megragadására és megtartására szolgált. Az általános megjelenése leginkább a későbbi (hosszú nyakkal, hegyes fogókarmokkal ellátott hosszú karokkal és hosszú lábakkal rendelkező) ornithomimosaurusokéra hasonlított. A Harpymimus fogai eltértek egy másik bazális ornithomimosaurusétól, a Pelecanimimus polyodonétól; a fogcsontra korlátozódtak, a számuk pedig tíz és tizenegy között volt. A Pelecanimimus 75 fogcsonti és 145 felső állcsonti foggal rendelkezett. Sok más, a fogaival vágó és lyukasztó theropodától eltérően a Harpymimus az apró fogakat valószínűleg csak a zsákmány megragadására és fogva tartására használta. Az összes ismert ornithomimosaurus közül csak a Harpymimus és a Pelecanimimus tartotta meg a fogait, ami az Ornithomimosauria klád kezdetleges (pleziomorfikus) tulajdonsága.
A koponya hossza körülbelül 262 milliméter, ami több, mint kétszerese a becsült magasságának és kevesebb, mint a fele a (mintegy 600 milliméteres) nyak hosszának.

## Törzsfejlődés
2005-ös cikkükben Kobajasi és Barsbold bemutatták a Harpymimus részletes kladisztikus elemzését, ami a nemet a Garudimimus brevipesnél és az Ornithomimidae családnál bazálisabbnak, a Pelecanimimus polyodonnál pedig fejlettebbnek találta. E következtetések alapján készült az a modell, amely szerint az ornithomimosaurusok Kelet-Ázsiában vagy Európában fejlődtek ki a kora kréta kor barremi korszakát megelőzően (mintegy 130–125 millió évvel ezelőtt), majd onnan valamivel a késő kréta kort megelőzően vagy az alatt Észak-Amerikába vándoroltak.

## Fordítás
- Ez a szócikk részben vagy egészben a Harpymimus című angol Wikipédia-szócikk ezen változatának fordításán alapul.  Az eredeti cikk szerkesztőit annak laptörténete sorolja fel. Ez a jelzés csupán a megfogalmazás eredetét és a szerzői jogokat jelzi, nem szolgál a cikkben szereplő információk forrásmegjelöléseként.